# Romuald (Vorname)
Romuald  ist ein männlicher Vorname.

## Herkunft und Bedeutung des Namens
Der Name Romuald setzt sich zusammen aus den althochdeutschen Wörtern (h)ruom „Ruhm, Lob“ und -walt zu waltan „herrschen, walten“. Der Name bedeutet also „der ruhmreiche Herrscher“ oder „der ruhmvoll Waltende“.

## Varianten
Als Urform ist Ru(o)m-walt anzunehmen. Das germanische bilabiale w (wie heute noch im Englischen gesprochen) wurde in romanischer Transkription entweder mit u/o – im Anlaut mit gu – wiedergegeben oder ganz weggelassen. In verschiedenen Mundarten vermischte sich der Name mit dem ursprünglich eigenständigen Ru(o)m-bold. Das -al- der zweiten Silbe wurde im Niederländischen lautgesetzlich zu -ou-, im Französischen zu -au- (heute -ô- gesprochen).
- männlich: Romoald, Romwald, Romwalt, Rumold, Rombout, Rumbold, Romaldas
- weiblich: eine weibliche Form des Namens ist ungebräuchlich

## Bekannte Namensträger (chronologisch)
- Rumold, Name des Küchenmeisters im Nibelungenlied[3]
- Romuald I. († 687), Herzog von Benevent
- Romuald II. († 731/732), Herzog von Benevent
- Rumold von Mecheln (auch: Rumbold, Rombout, Rombaut; † Ende des 8. Jahrhunderts), Heiliger der römisch-katholischen Kirche
- Romuald (um 836), Bischof von Anagni (Italien)
- Romuald (auch Romuald von Camaldoli; um 951–1027), Heiliger und Ordensgründer der Kamaldulenser
- Romuald von Salerno (auch Romuald Guarna; um 1115–1181), Geschichtsschreiber und Erzbischof von Salerno
- Romuald Haimblinger (1697–1708), Abt des Klosters Ettal
- Romuald Hadbavný (1714–1780), slowakischer Kamaldulenser
- Romuald Weltin (1723–1805), 26. Abt der Reichsabtei Ochsenhausen
- Romuald Hube (1803–1890), polnischer Rechtswissenschaftler
- Agenor Romuald Gołuchowski Graf von Gołuchowo (senior) (1812–1875), österreichischer Minister und Statthalter von Galizien
- Romuald Božek (1814–1899), tschechischer Erfinder und Konstrukteur
- Romuald Traugutt (1826–1864), polnischer General und Politiker
- Charles Romuald Gardès (1887/1890–1935), Tango-Sänger und -Komponist
- Romuald Pekny (1920–2007), österreichischer Schauspieler
- Romuald Grinblat (1930–1995), russischer Komponist
- Romuald Twardowski (1930–2024), polnischer Komponist und Pädagoge
- Romuald Iossifowitsch Klim (1933–2011), belarussischer Hammerwerfer
- Romuald Niescher (1933–2017), österreichischer Politiker (ÖVP)
- Romuald Figuier (* 1941), französischer Sänger
- Romuald Jakub Weksler-Waszkinel (* 1943), polnischer römisch-katholischer Priester
- Romuald Ajchler (* 1949), polnischer Politiker
- Romuald Schaber (* 1957), Vorsitzender und Gründer des Bundesverbandes Deutscher Milchviehhalter (BDM) e.V.
- Romuald Hazoumé (* 1962; eigentlich Romuald Hâtozoumê), beninischer Künstler
- Romuald Mainka (* 1963), deutscher Schachmeister
- Romuald Karmakar (* 1965), Regisseur und Drehbuchautor
- Romuald Boco (* 1985), französisch-beninischer Fußballspieler
- Romuald Lacazette (* 1994), französischer Fußballspieler